# Confédération générale des travailleurs tunisiens
Die Confédération générale des travailleurs tunisiens (CGTT; arabisch جامعة عموم العملة التونسية, DMG Ǧāmiʿat ʿumūm al-ʿamala at-tūnisiyya; etwa: Verband der tunesischen Arbeiter) war eine im Januar 1925 von Mohamed Ali El Hammi in Tunesien gegründete Arbeiterbewegung des Syndikalismus.
Die CGTT war die erste unabhängige Arbeiterbewegung innerhalb des französischen Kolonialreiches und die erste tunesische Arbeiterbewegung. Die CGTT war bestrebt, die zu jener Zeit im Lande entstehenden Arbeiterbewegungen unter ihrer Führung zu vereinen und organisierte Arbeitskämpfe im gesamten Land. Der Führung der französischen Verwaltung des Protektorats gelang es jedoch schnell, diese Bewegung zurückzudrängen, die Anführer der Arbeiterbewegung zu verhaften und in das Exil zu verbannen. Zu den Betroffenen gehörte auch El Hammi.
Später wurde die CGTT aufgelöst.